# Chionodes
Chionodes is een geslacht van vlinders van de familie tastermotten (Gelechiidae).

## Soorten
- C. abdominella (Busck, 1903)
- C. abella (Busck, 1903)
- C. abradescens (Braun, 1921)
- C. acerella Sattler, 1967
- C. acrina (Keifer, 1933)
- C. agriodes (Meyrick, 1927)
- C. apolectella (Walsingham, 1900)
- C. aprilella Huemer & Sattler, 1995
- C. arenella (Forbes, 1922)
- C. argentipunctella (Ely, 1910)
- C. argosema (Meyrick, 1917)
- C. aristella (Busck, 1903)
- C. bastuliella (Rebel, 1931)
- C. bicolor Clarke, 1947
- C. bicostomaculella (Chambers, 1872)
- C. braunella (Keifer, 1931)
- C. bufo (Walsingham, 1911)
- C. cacoderma (Walsingham, 1911)
- C. caespitella (Zeller, 1877)
- C. canofusela Clarke, 1947
- C. ceanothiella (Busck, 1904)
- C. concinna (Walsingham, 1911)
- C. consona (Meyrick, 1917)
- C. continuella

Witkoppalpmot (Zeller, 1839)
- C. creberrima (Walsingham, 1911)
- C. chlorocephala (Meyrick, 1932)
- C. chrysopyla (Keifer, 1935)
- C. dammersi (Keifer, 1936)
- C. decolorella (Heinemann, 1870)
- C. dentella (Busck, 1903)
- C. discoocellella (Chambers, 1872)
- C. distinctella

Bruine witkoppalpmot (Zeller, 1839)
- C. dryobathra (Meyrick, 1917)
- C. eburata (Meyrick, 1917)
- C. electella

Gevlekte witkoppalpmot (Zeller, 1839)
- C. figurella (Busck, 1912)
- C. flavicorporella (Walsingham, 1882)
- C. fluvialella (Busck, 1908)
- C. fondella (Busck, 1906)
- C. formosella (Murtfeldt, 1881)
- C. fructuaria (Braun, 1925)
- C. fumatella

Witschubbige palpmot (Douglas, 1850)
- C. fuscomaculella (Chambers, 1872)
- C. gilvomaculella (Clemens, 1863)
- C. grandis Clarke, 1947
- C. halycopa (Meyrick, 1927)
- C. hayreddini Kocak, 1986
- C. helicosticta (Meyrick, 1929)
- C. hibiscella (Busck, 1903)
- C. hinnella (Rebel, 1935)
- C. holosericella (Herrich-Schäffer, 1854)
- C. icriodes (Meyrick, 1931)
- C. ignorantella (Herrich-Schäffer, 1854)
- C. iridescens Clarke, 1947
- C. kincaidella (Busck, 1907)
- C. labradorica (Möschler, 1864)
- C. lacticoma (Meyrick, 1917)
- C. litigiosa (Meyrick, 1917)
- C. loetae Clarke, 1942
- C. lophosella (Busck, 1909)
- C. luctuella (Hübner, 1793)
- C. lugubrella (Fabricius, 1794)

- C. luteogeminata (Clarke, 1935)
- C. mariona (Heinrich, 1921)
- C. mediofuscella (Clemens, 1863)
- C. metallica (Braun, 1921)
- C. mongolica Piskunov, 1979
- C. nanodella (Busck, 1909)
- C. nebulosella (Heinemann, 1870)
- C. negundella (Heinrich, 1921)
- C. nephelophracta (Meyrick, 1932)
- C. neptica (Walsingham, 1911)
- C. nigrobarbata (Braun, 1925)
- C. notandella (Busck, 1916)
- C. nubilella (Zetterstedt, 1839)
- C. obscurusella (Chambers, 1872)
- C. occidentella (Chambers, 1875)
- C. occlusa (Braun, 1925)
- C. ochreostrigella (Chambers, 1875)
- C. paralogella (Busck, 1916)
- C. pentadora (Meyrick, 1917)
- C. pereyra Clarke, 1947
- C. periculella (Busck, 1909)
- C. perissosema (Meyrick, 1932)
- C. permacta (Braun, 1925)
- C. perpetuella (Herrich-Schäffer, 1854)
- C. petalumensis Clarke, 1947
- C. phalacra (Walsingham, 1911)
- C. pinguicula (Meyrick, 1929)
- C. pleroma (Walsingham, 1911)
- C. praeclarella (Herrich-Schäffer, 1854)
- C. pseudofondella (Busck, 1908)
- C. psiloptera (Barnes & Busck, 1920)
- C. retiniella (Barnes & Busck, 1920)
- C. sabinianae Powell, 1959
- C. salicella Sattler, 1967
- C. salva (Meyrick, 1925)
- C. scotodes (Walsingham, 1911)
- C. seculaella (Clarke, 1932)
- C. sistrella (Busck, 1903)
- C. soella Huemer & Sattler, 1995
- C. spirodoxa (Meyrick, 1931)
- C. tannuolella (Rebel, 1917)
- C. tarandella (Wocke, 1864)
- C. terminimaculella (Kearfott, 1908)
- C. tessa Clarke, 1947
- C. thoraceochrella (Chambers, 1872)
- C. tragicella

Mistpalpmot (Heyden, 1865)
- C. trichostola (Meyrick, 1927)
- C. trophella (Busck, 1903)
- C. vanduzeei (Keifer, 1935)
- C. viduella (Fabricius, 1794)
- C. violacea (Tengstrom, 1848)
- C. whitmanella Clarke, 1942
- C. xanthophilella (Barnes & Busck, 1920)
- C. xylobathra (Meyrick, 1936)